# Karlheinz Arens
Karlheinz Arens (* 15. Januar 1900 in Essen; † 14. Juli 1959 in Berlin) war ein deutscher Schriftsteller und Dramaturg. Er wurde bekannt durch Publikationen im Bereich der Jugendliteratur sowie durch Erzählungen in periodisch erscheinenden Buchreihen.

## Leben und Werk
Karlheinz Arens wurde als Sohn von Sanitätsrat Dr. med. Heinrich Arens in Essen geboren. Nach dem Besuch des Burggymnasiums trat er im Frühjahr 1918 als kriegsfreiwilliger Fahnenjunker in das 1. Ermländische Infanterie-Regiment 150 ein. Arens nahm als Achtzehnjähriger an den Stellungskämpfen von Verdun teil. Nach der Novemberrevolte von 1918 war er Freikorpskämpfer in Berlin, Ostpreußen und im Ruhrgebiet.
Danach war Karlheinz Arens als Redaktionsvolontär und Redakteur an einer Kunstzeitschrift tätig. Jahre später wurde er Schauspiel-, Regie- und Dramaturgie-Volontär an den Vereinigten Stadttheatern in Bochum und Duisburg und Dramaturg an westdeutschen Stadttheatern.
Im Zweiten Weltkrieg war Arens Kriegsberichterstatter auf dem U-Boot 586.
Nach dem Krieg war Karlheinz Arens als freier Schriftsteller in Berlin tätig.

## Werke (Auswahl)
- Mein Hauptmann, Novelle. Dreßler, Radolfzell 1933.
- Herzensadel, Roman. Neues Verlagshaus für Volksliteratur, Berlin 1935.
- Zehn Millionen, Roman. Verlagshaus Freya, Heidenau 1936.
- Eine Frau meistert ihr Schicksal, Roman. Verlagshaus Freya, Heidenau 1936.
- Eine Frau lehrt den Wert des Lebens, Roman. Verlagshaus Freya, Heidenau 1936.
- Der Fall Doody Glin, Roman. Dietsch, Leipzig 1936.
- Das Geheimnis von Croß House, Roman. Leipzig, Dietsch 1937.
- Deutsche Blaujacken greifen ein, Erzählung. Neuer Buchverlag, Dresden 1937 (Deutsche in aller Welt; 16).
- Auf Leben und Tod, Roman. Dietsch, Leipzig 1937.
- Die Stunde der Offenbarung, Roman. Neues Verlagshaus für Volksliteratur, Berlin 1938.
- Verdächtigt, Roman. Neues Verlagshaus für Volksliteratur, Berlin 1938.
- Korvette Leipzig auf großer Fahrt. Eine Erzählung aus der Zeit deutscher Kolonialgründung. Enßlin & Laiblin, Reutlingen 1938 (Die Kolonien rufen; 2).
- Julianes Berufung, Roman. Neues Verlagshaus für Volksliteratur, Berlin 1939.
- Helenes Opfer, Roman. Neues Verlagshaus für Volksliteratur, Berlin 1940.
- Der Meldegänger von Tientsin, Erzählung aus dem Chinafeldzug. Aufwärts Verlag, Berlin 1941 (Aufwärts-Jugend-Bücherei; 38).
- Das rote Gespenst, Jugenderzählung. EOS-Verlag, Berlin 1948 (Kleine Jugend-Bücher; 2).
- Frauenstolz und Liebe. Ein freudiges Wiedersehen, Roman. Diamant-Verlag, Hannover, Berlin 1950.